# Corinna Lampadius
Corinna Lampadius (* 2. Juli 1971 in Mainz) ist eine deutsche Journalistin, TV-Moderatorin und Kommunikationstrainerin.

## Leben
Sie studierte Betriebswirtschaft, Volkswirtschaft und Publizistik an der Johannes Gutenberg-Universität Mainz und beendete dies mit dem Magister Artium.
Anschließend moderierte sie von 1998 bis 2000 auf N-tv und CNN einige Sendungen, z. B. Blick nach Amerika oder n-tv Reise. Von 2000 bis 2002 moderierte sie 19:30 nachgefragt - das tägliche Interview und war Anchorwoman beim regionalen Fernsehsender Hamburg 1. Von 2002 bis 2006 moderierte Lampadius bei Spiegel TV verschiedene Formate, z. B. Spiegel TV Spezial und Spiegel Thema sowie verschiedene Sendungen beim Privatsender XXP, z. B. XXP Mobil, XXP Wissen und XXP Wirtschaft. Darüber hinaus moderierte sie von 2002 bis 2007 beim Fernsehsender VOX.
Corinna Lampadius gehört zu den Gründungsmitgliedern des gemeinnützigen Vereins Werte erleben..  
Seit 2003 berät sie Vorstände, Führungskräfte und Unternehmer zu den Themen Auftritt, Stimme, Präsenz und Gesprächsführung. Sie hält Vorträge zu diesen Themen und arbeitet als Rhetorik- und Medientrainerin. Weiterhin moderiert sie Symposien, Galas und Podiumsdiskussionen.

## Privates
Corinna Lampadius lebt in Hamburg.